# 1442 en santé et médecine
| Années de la santé et de la médecine : 1439 - 1440 - 1441 - 1442 - 1443 - 1444 - 1445    |
| Décennies de la santé et de la médecine : 1410 - 1420 - 1430 - 1440 - 1450 - 1460 - 1470 |

Cet article présente les faits marquants de l'année 1442 en santé et médecine.

## Événements
- Construction de l'hôpital du Saint-Esprit (Szpital Świętego Ducha (pl)) de Varsovie, probablement premier d'Europe à prendre en charge les malades du cancer[1].
- Fondation par Walter Hungerford de l'hôpital Saint-Jean et Sainte-Catherine (Hospital of St. John and St. Katherine) à Heytesbury dans le Wiltshire en Angleterre[2].
- Fondation par Jean d'Esmine à Bossière, en Brabant, d'un hôpital pourvu « d'un lit pour héberger deux pauvres[3] ».
- Fondation d'un hôpital de pèlerins à Puente la Reina, en Navarre, par Jean de Caumont, grand prieur des hospitaliers[4].
- À Toulon, en Provence, un hospice du Saint-Esprit est attesté rue des Maurels, aujourd'hui rue Félix-Pyat[5].
- Selon les nouveaux statuts de la faculté de médecine de Bologne, les autorités judiciaires doivent fournir par an, à la demande du recteur ou du conseiller et à des fins d’enseignement et de dissection publique, un cadavre de chacun des deux sexes, les corps étant ceux de criminels de basse extraction et, si possible, étrangers à la ville[6].
- Vers 1442 : selon Pietro Ranzano, évêque de Lucera, un chirurgien du nom de Branca pratique à Catane, en Sicile, la première rhinoplastie connue en Europe[7].
- 1442-1443 : fondation de l'hôpital de Vesoul, en Bourgogne, par Jean Sardon, licencié en droit[8],[9].

## Décès
- Ephraim Al-Naqawa (né en 1359), rabbin, médecin et théologien, fondateur de la communauté juive de Tlemcen[10].
- Jean de Breda (né à une date inconnue), maître ès arts à l'université de Paris, docteur en médecine à Bologne, et professeur à Cologne[11].
- Après 1442 : Gilles Canivet (né à une date inconnue), professeur de médecine à Paris, siège parmi les juges de Jeanne d'Arc en 1431 à Rouen[11].